# Synpelurga corralensis
Synpelurga corralensis là một loài bướm đêm trong họ Geometridae.